# Przepiór kalifornijski
Przepiór kalifornijski (Callipepla californica) – gatunek średniej wielkości ptaka z rodziny przepiórowatych (Odontophoridae). Występuje od stanu Oregon (północno-zachodnie USA) do północno-zachodniego Meksyku. Został również wprowadzony na obszary stanów: Waszyngton, Utah, Arizona, Nowy Meksyk, gdzie dobrze się zaaklimatyzował. Próbowano go także bez powodzenia wprowadzić do awifauny niemieckiej. Jest ptakiem osiadłym. Introdukowany we Francji, zdziczała populacja notowana na Korsyce. W zimie tworzy stada 200–300 osobników.

## Systematyka
Wyróżniono kilka podgatunków C. californica:
- C. californica brunnescens – południowo-zachodni Oregon do środkowej Kalifornii.
- C. californica canfieldae – wschodnio-środkowa Kalifornia.
- C. californica californica – wschodni Oregon do północno-zachodniego Meksyku.
- C. californica catalinensis – Santa Catalina.
- C. californica achrustera – środkowa i południowa Kalifornia Dolna; obejmuje proponowany podgatunek decolorata.

## Cechy gatunku
Występuje bardzo wyraźny dymorfizm płciowy. Samiec ma na głowie czarny czubek złożony z 6 piór. Czubek głowy jest czarny, pod nim jest biała opaska, gardło również czarne, odgraniczone od reszty ciała białym paskiem. Pierś, wierzch ciała i zewnętrzna strona sterówek szara. Skrzydła są szarobrązowe, w żółte paski. Pióra na brzuchu są żółte z czarnymi brzegami, na nich jest czerwona plama. Nogi szare, dziób czarny. Lotki drugiego rzędu mają żółte obwódki, więc gdy patrzymy na ptaka z góry, widać 2 żółte pasy. Kark jest czarno-biały. Ubarwienie samicy – jasnobrunatne. Ma krótszy czubek i mniej żółtych piór na brzuchu, bez plamki. U obu płci czub pozostaje w tym samym miejscu – nie jest przyciskany do głowy ani stawiany „na sztorc”.
Wymiary
- długość ciała: ok. 28 cm
- masa ciała: 150–175 g

BiotopPrzede wszystkim lasy mieszane, ale także parki, winnice i ogrody.
PożywienieKorzonki, kłącza, bulwy, cebulki i jagody.

## Lęgi

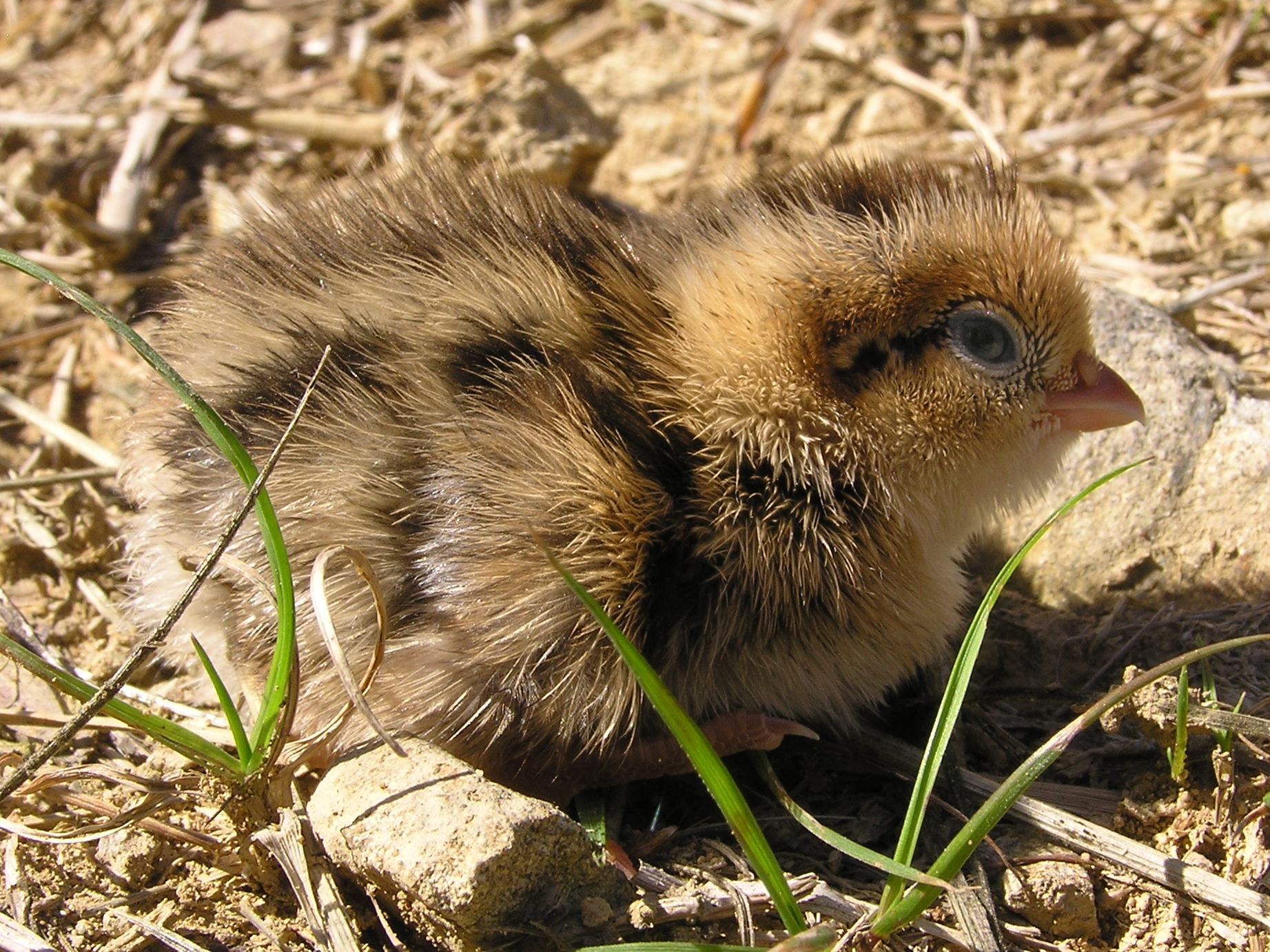
Pisklę przepióra kalifornijskiego

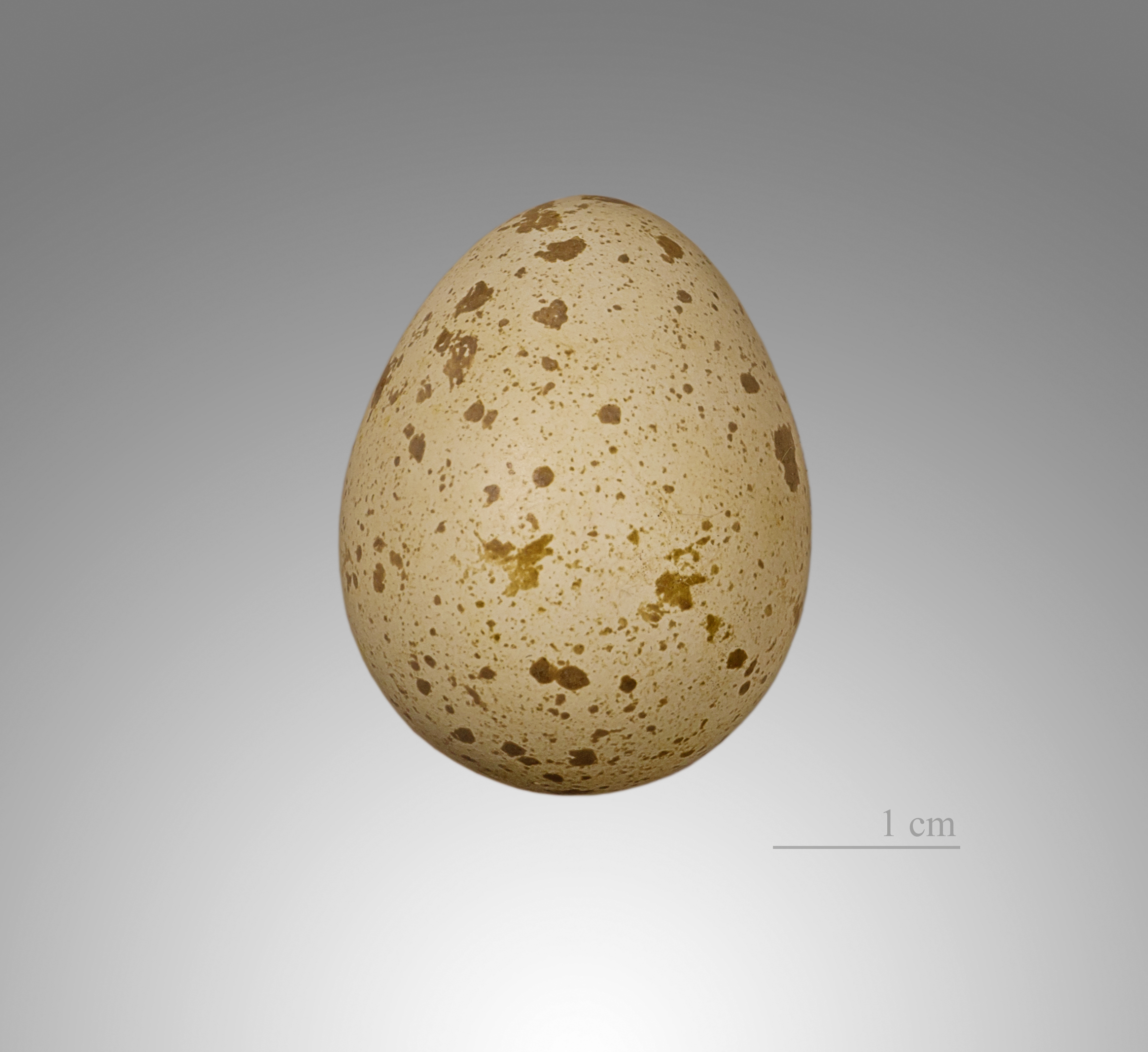
Jajo przepióra kalifornijskiego

Na początku kwietnia łączą się w pary – są monogamiczne – i razem szukają odpowiedniego miejsca na założenie gniazda.
Gniazdo jest płytkim zagłębieniem w ziemi, wyściełanym trawą i liśćmi. Zwykle jest umieszczone pod gęstym krzewem albo w zaroślach obok kamienia. Samica składa 12–16 jaj, kremowych z brązowymi plamkami. Jaja wysiaduje samica, a samiec strzeże rewiru lęgowego. Po 22 dniach wysiadywania wykluwają się pisklęta. Po resorbowaniu woreczka żółtkowego i dokładnym wyschnięciu – co trwa około jednej doby – wyruszają ze swoimi rodzicami w poszukiwaniu pokarmu. Pisklęta żywią się drobnymi zwierzętami (np. dżdżownicami) oraz nasionami i zielonymi częściami roślin. Zdolność do lotu osiągają po 9 dniach, a noce spędzają na gałęziach drzew i krzewów z samicą. Czterotygodniowe pisklęta usamodzielniają się. W wieku 8 tygodni uwidacznia się dymorfizm płciowy. Trzymiesięczne osiągają wielkość osobników dorosłych. Wiosną następnego roku mogą przystąpić do lęgów.

## Hodowla
Początki hodowliZostał po raz pierwszy przywieziony do Europy w roku 1837. Od samego początku wzbudził zainteresowanie hodowców, ale nie stał się tak popularny jak inne ptaki wolierowe, np. przepiórka japońska czy bażant złocisty. Gatunek został introdukowany m.in. do kanadyjskiej prowincji Kolumbia Brytyjska, na Hawaje, do Chile, Nowej Zelandii czy na wyspę Norfolk i wyspę King w Australii.
Podstawowe wymagania
- Poza sezonem lęgowym: woliera powinna być całkowicie zadaszona, podłoże przepuszczalne. Powinny być w niej przyczepione do ścian gałęzie, na których będą nocować, o średnicy ok. 3 cm.
- W sezonie lęgowym: jeśli średnica oczek siatki to więcej niż 1 cm, powinno się ustawić deski lub płytki o wysokości 20 cm, aby pisklęta nie uciekły. W misce z wodą powinny być wysypane kamienie z przerwami między nimi wypełnionymi wodą, by pisklęta nie utonęły.

Lęgi w niewoliOdchowanie piskląt jest trudne, są wrażliwe na wilgoć. W niewoli składa nawet do 60 jaj, ale samica może jednocześnie wysiedzieć maksymalnie do 16 jaj. Jeżeli jaja leżą w różnych miejscach woliery, wskazuje to na brak chęci wysiadywania przez samicę. Wtedy powinno się jaja dać do wysiadywania bardzo wrażliwej kurze (pisklęta są małe) lub umieścić je w inkubatorze. Od pierwszego dnia życia pisklęta należy karmić specjalną paszą dla kurcząt. Od piątego dnia życia podaje się także drobno posiekane mlecze i gwiazdnice.
ObrączkowanieMłode powinny być obrączkowane między 21 a 30 dniem życia obrączkami o średnicy wewnętrznej 5,5 mm.

## Status i zagrożenia
IUCN uznaje przepióra kalifornijskiego za gatunek najmniejszej troski (LC – Least Concern) nieprzerwanie od 1988. Trend liczebności populacji uznaje się za wzrostowy.